# Chicotortrix
Chicotortrix là một chi bướm đêm thuộc phân họ Tortricinae của họ Tortricidae.

## Các loài
- Chicotortrix zeteles Razowski, 1987